# БМП-1
БМП-1 — советская гусеничная боевая машина пехоты.
Первая в мире серийная плавающая боевая машина пехоты, предназначенная для транспортировки личного состава к месту выполнения боевой задачи, повышения его мобильности и защищённости и поддержки огнём и для совместных действий с танками в бою. Была разработана в ГСКБ-2 (главном специальном конструкторском бюро 2) на Челябинском тракторном заводе им. В. И. Ленина для замены БТР-50П. Боевая машина принята на вооружение ВС СССР в 1966 году. Серийно выпускалась с 1966 по 1983 год. Впоследствии чертежи и прочая документация переданы на Курганский машиностроительный завод, где впоследствии выпускалась и БМП-2. В настоящее время производство БМП-1 остановлено.

## Конструкция
Для успешного преодоления водных преград в БМП-1 были установлены полые металлические катки, увеличивающие плавучесть. Машина не имела водомёта, поэтому для увеличения скорости на плаву на задних крыльях, над гусеницами, установили специальные решётки, перенаправляющие поток воды с гусениц не вверх, а назад. А спереди формой корпуса поток воды направлялся вниз, что приподнимало нос машины над водой.
БМП-1 получила принципиально новую конструкцию гусениц, в которой движущиеся части не перекрывали друг друга, как в танковой, что увеличило ресурс металла и резиновых уплотнителей до 8000 км.
Двигательная установка была создана на базе очень удачного 12-цилиндрового дизеля В-2, являвшегося базовым агрегатом для многих гражданских и военных изделий Союза ССР. Начальником КБ моторных установок и автором многих изобретений для двигателя БМП-1 был В. Д. Чудаков. Главным конструктором являлся П. П. Исаков.

## Защита и вооружение
- Башня БМП-1.
- В задних люках БМП-1 расположены дополнительные топливные баки.

Вооружение БМП-1 включает 73-мм гладкоствольное орудие 2А28 «Гром», спаренный пулемёт 7,62-мм ПКТ и ПТУР 9М14М «Малютка», также в десантном отделении может крепиться и перевозиться переносной зенитно-ракетный комплекс 9К32 «Стрела-2».
Бронекорпус БМП-1 сварной из стальной катаной брони высокой твёрдости. В верхней лобовой части большой люк, закрывающийся откидывающимся ребристым бронелистом из алюминиевого сплава, обеспечивающий доступ к двигателю. Башня конической формы. Для защиты от проникающего излучения ядерного взрыва используется противорадиационный подбой.
Из-за малого угла подъёма ствола, экипажи машин в Афганистане сами укрепляли на башне АГС-17 «Пламя», что улучшало боевые свойства машины в горных условиях.

## Бронирование
Требованиями ТТЗ предусматривалось обеспечение защиты машины от 23-мм бронебойных снарядов с передних направлений обстрела на дальности с 500 метров, и защита кругом от 7,62-мм бронебойных пуль на дальности с 75 метров. Расположенные под большими углами наклона листы лобовой брони корпуса БМП-1 выдерживают поражение осколками снарядов полевой артиллерии, бронебойными пулями стрелкового оружия и крупнокалиберных 12,7-мм пулемётов, последние в секторе обстрела 60 градусов с носа с нулевой дальности. В большинстве случаев лобовая броня не пробивается боеприпасами 20-мм автоматической пушки «Эрликон KAD» (ранее Hispano-Suiza HS-820) на дальностях более 100 метров.
Бортовая, кормовая броня и крыша корпуса и башни обеспечивают защиту машины от 7,62-мм пуль стрелкового оружия с нулевой дальности и от лёгких осколков артиллерийских снарядов, но не защищают от огня 12,7-мм пулемёта с близкой дистанции и от тяжёлых снарядных осколков. Полигонные испытания, тем не менее, показали, что кормовые двери, топливные баки которых заполнены бетоном, выдерживают обстрел 125-мм снарядов.

### Критика
БМП-1 уязвима для РПГ и ПТРК противника, а также обладает низкой стойкостью при подрывах на минах. Из-за последнего во время Войны в Афганистане и Чеченских кампаний десантники старались ездить «верхом на броне». Однако даже в этом случае десантники получали как минимум контузию или травмы.
Недостатком БМП-1 является малый угол возвышения пушки (всего 15 градусов), у БМП-2 он уже составлял 75 градусов. Сирийская Арабская армия потеряла с 2011 года около 700 БМП-1. В Сирии солдаты очень часто прибегают к самодельной броне. Так на многие БМП и танки вешают мешки с песком и ставят металлические решётки (появляется шанс разрушения кумулятивной воронки до подрыва, что предотвращает формирование кумулятивной струи).
На протяжении длительного периода эксплуатации БМП-1 и БМП-2 неоднократно появлялись новые «угрозы» защите машины. Так в конце 1970-х годов, после принятия на вооружение НАТО новых боеприпасов 20×139 мм к пушкам «Испано-Сюиза» HS 820, «Рейнметалл» RH 202 и M 693 (F2) с бронебойными подкалиберными снарядами типа APDS — DM 63 (ФРГ) и OPTSOC (Франция) у сухопутных войск этих государств появилась возможность поражать БМП-1 в лобовой проекции с дальностей 800—1000 м. Боеприпасы к пушке M242 «Бушмастер» основной БМП США M2 «Брэдли», принятой в 1982 году, проектировались из расчёта поражения бронезащиты БМП-1, с обеспечением бронепробития 25,4 мм/60°/1300 м(V50).
Опыт арабо-израильской войны 1973 года и войны СССР в Афганистане показал, что бронекорпус БМП-1 не выдерживает попаданий 12,7-мм пуль в борта, а попадание противотанковой гранаты РПГ, как правило, вызывало воспламенение машины с последующим взрывом боекомплекта.

Во время первой войны в Персидском заливе броневая защита машин БМП-1 оказалась уязвимой для бронебойных подкалиберных снарядов 25-мм автоматических пушек.

## Модификации

### Советские и российские
- БМП-1К — командирская боевая машина, оснащённая дополнительной второй радиостанцией Р-123 и навигационным оборудованием. Принята на вооружение в 1973 году.
- БМП-1Д — разработана в 1982 году специально для боёв в Афганистане. Основные отличия: усилена броня, установлены стальные экраны на корпусе, из-за чего возросла масса машины и она утратила возможность плавать (максимальный преодолеваемый брод составляет 1,2 м). Также был демонтирован комплекс противотанкового вооружения «Малютка».
- БМП-1TR — Модификация Турции, была увеличена мощность двигателя до 400 л.с. Также были добавлены 5 дымовых гранатомётов.
- БМП-1П — модифицированная — с более мощной пусковой установкой ПТРК 9К111 «Фагот» и шестью пусковыми установками комплекта постановки дымовых завес 902В. На вооружения принята в 1979 году, серийно выпускалась с 1979 по 1983 год.
- БМП-1ПК — командирская модифицированная боевая машина пехоты.
- БМП-1ПГ — модифицированная БМП-1П, дополнительно оснащённая автоматическим гранатомётом АГС-17 «Пламя».
- БМП-1-30 — вариант модернизации с боевым отделением БМД-2, также известен под названием «Разбежка».
- БМП-1М — вариант модернизации с комплексом вооружения ТКБ-799 «Кливер». В боевой модуль входят 30-мм автоматическая пушка 2А72, спаренный с ней 7,62-мм пулемёт ПКТМ, а также 4 ПТУР «Корнет». Прицельные приспособления — тепловизор и прибор лазерного наведения 1К13-2.
- БМП-1М — вариант модернизации от Муромтепловоза с боевыми модулями МБ2-03 или МБ2-05[12]. Модули включают в себя 30-мм пушку 2А42, ПКТМ, АГС-17 (только в МБ2-03), ПТУР «Конкурс» (только в МБ2-05), прицел ТКН-4ГА, электромеханический двухплоскостной стабилизатор вооружения, систему 902В[13][14].
- БМП-1АМ «Басурманин» — модернизация 2018 года с заменой башни на дистанционно управляемый боевой модуль от БТР-82А. Двигатель УТД-20С1 мощностью 300 л. с. Радиостанция Р-168-25У-2. Масса в снаряжённом состоянии — 14200 кг. Экипаж — 3 человека. В десантном отделении помещаются 8 военнослужащих[15].

- Прицел ТКН-4ГА в модификациях БМП-1М и БМП-1АМ
- Боевой модуль в модификации БМП-1АМ.
- Боевой модуль в модификации БМП-1АМ.

### Зарубежные
- БМП-1ТС (экспортный вариант BMP-MTS) — собственная разработка украинского частного предприятия ООО «НПК «ТЕХИМПЕКС». Принята на вооружение ВСУ в 2021 году. (NSN 2510-61-015-0424). Оснащается современным боевым модулем SPYS-SYNTEZ. Установлен тепловизор, стабилизатор, 30-мм пушка ЗТМ-1, гранатомёт КБА-117 и ПТРК «Стугна»[16][17].
- BVP-1 — чехословацкая  БМП-1, производившаяся по лицензии в 1970—1989 в Детве и Дубнице-над-Вагом. В конце 1990-х годов в Чехии начали работы по её модернизации[18].
- БМП-1У «Шквал» — украинская модификация БМП-1 с боевым модулем «Шквал» — 30-мм автоматическая пушка КБА-2, сдвоенная ПУ ПТРК «Комбат», 30-мм автоматический гранатомёт АГС-17 «Пламя». Также на БМП-1У установили водоизмещающие крылья-поплавки, гусеницы и ведущее колесо от БМП-2. Количество десанта уменьшено до 6 человек[19].
- Кобра-С — совместная модификация словацких фирм «Метапол», «ZTS Dubnica» и белорусского завода №140 в Борисове. Установлен боевой модуль Cobra с 30-мм автоматической пушкой 2А42, спаренным пулемётом ПКТ и усовершенствованной СУО. Машина оснащена дымовой системой «Туча», немецкой системой кондиционирования DATO-V. В десантном отделении предусмотрена укладка выносной пусковой установки 9П135М с боекомплектом из четырёх ПТУР «Конкурс-М». Представлена в двух вариантах на базе BVP-1 и БМП-1Д (с навесной ДЗ).
- Type 86 — китайская копия БМП-1. На вооружении установлена пусковая установка для ПТУР HJ-73 «Red Arrow 73», которая является копией 9М14 «Малютка». Он оснащён дизельным двигателем Type 6V150, который является копией советского УТД-20. Оснащение включает радиостанцию А-220А (копия Р-123М), переговорное устройство А-221А (копия Р-124), два 7,62-мм пулемёта, 40-мм реактивный гранатомёт (РПГ) и ПЗРК HN-5 или QW-1. Его промышленное обозначение — WZ-501[20][21].
- NFV-1 — (N означает NORINCO, F означает FMC, а V-1 означает Автомобиль 1) — экспортный вариант, который явился результатом совместного проекта китайских компаний NORINCO и американских FMC в 1980-х годах. Его цель состояла в том, чтобы установить на модифицированный корпус Type 86 большую вертикально-плоскую башню FMC со скошенной передней частью под названием «Sharpshooter». Он должен был быть вооружён 25-мм автоматической пушкой M242 Bushmaster с двухплоскостной системой стабилизации и 7,62-мм спаренным пулемётом M240 (слева от основного орудия). Машина несёт 344 выстрела для основного орудия, 200 выстрелов находятся в «готовности», а 144 находятся на хранении. К пулемёту имеется 2300 патронов. Пушка перемещается в горизонтальной и вертикальной плоскостях с помощью электромеханической системы, также её можно перемещать вручную. Пистолет можно наклонять или поднимать в диапазоне от −7 ° до + 44 °. У наводчика есть двухрежимный дневной / ночной прицел М36Е3 и 4 блока перископического обзора, которые расположены спереди и по бокам башни. Также на задней части башни может быть установлен дополнительный перископический обзорный блок. Гусеницы были немного изменены. В результате всех этих изменений масса автомобиля увеличилась до 13,6 тонны, а максимальная дальность полёта сократилась до 460 км. Автомобиль стал шире (2,97 м) и выше (2248 м). Прототип был впервые показан публике в ноябре 1986 года. Он так и не покинул стадию прототипа, потому что правительство США запретило дальнейшее сотрудничество с Китаем[20][22].

- Type 86-I — усовершенствованный вариант Type 86, разработанный китайцами совместно с американской компанией FMC в конце 1980-х годов. Он оснащён одноместной башней с потолочной установкой, вооружённой лицензионной копией 25-мм автоматической пушки M242 Bushmaster и спаренным с ней 7,62-мм пулемётом Type 59. Башня надземной установки такая же, как и на колёсной БМП ZSL92. Машина несёт 400 патронов для основного орудия и 2000 патронов к пулемёту. Он оснащён новым дизельным двигателем 6V150F объёмом 29,41 литра, который является усиленной версией 6V150. Он развивает 400 л. с. (298 кВт). Максимальная скорость по дороге увеличилась до 70 км / ч. Гусеницы были немного изменены. Вес машины увеличился до 13,6 тонны. 350 были произведены. Его промышленное обозначение — WZ-501A. Его ещё называют Type 86-1[20][23].
- Type 86А — модернизация оснащена новой башней, вооружённой 30-мм автопушкой 2А72 (ZPT-99), хотя пусковая установка ПТУР для ПТУР HJ-73 была сохранена и расположена с правой стороны крыши башни. Башня оснащалась двумя блоками из трёх дымовых гранатометов (по одному с каждой стороны башни). Иногда его называют Type 86Gai, G означает Gai — модифицированный, в целом, он эквивалентен БМП-2.[20].
- Type 86B — вариант, разработанный NORINCO для китайской морской пехоты. Он имеет немного более высокий корпус, амфибийный комплект, выхлопную насадку, носовую насадку, увеличенную дифферентную лопасть, крепление для подвесного мотора на задней части корпуса для улучшения плавучести, приподнятый воздухозаборник двигателя справа. боковые стороны передней части корпуса, съёмные понтоны в передней и задней частях корпуса, высокий шноркель и большие боковые экраны для лучшей обтекаемости. Также башня была улучшена за счёт добавления двух блоков из трёх дымовых гранатометов (по одному с каждой стороны башни). Его промышленное обозначение WZ-501C[20][24].
- Pbv-501 — модификация для шведской армии. BMP-1A1 Ost купленные у Германии после объединения, с переменой наименования и модернизацией под шведский стандарт для шведской армии. Демонтирована ПУ 9М14М «Малютка», установлена новая противопожарная система, заменена часть материалов и оборудования под стандарты НАТО.
- BMP-1A1 Ost — восточногерманская модификация БМП-1П. После объединения Германии проданы в Грецию, где оснащались дополнительно пулемётом M2 Browning и модифицированным люком башни, либо устанавливались зенитные установки ЗУ-23-2 вместо башни.
- Fahrschulpanzer BMP-1A1 —  восточногерманская модификация БМП-1. Машина обучения водителей. Зарегистрирована ФРГ как NSN 2350-12-700-0017.
- BMP-1PC —  восточногерманская модификация БМП-1. Зарегистрирована ФРГ как NSN 2350-12-700-0020.
- BMP-1PCK —  восточногерманская модификация БМП-1. Зарегистрированы ФРГ как NSN 2350-12-700-0004 (BMP-1PCK2), NSN 2350-12-700-0005 (BMP-1PCK1), NSN 2350-12-700-0006 (BMP-1PCK3).
- BMP-1PD —  восточногерманская модификация БМП-1. Зарегистрирована ФРГ как NSN 2350-12-700-0010.
- BMP-1PDK —  восточногерманская модификация БМП-1. Зарегистрированы ФРГ как NSN 2350-12-700-0007 (BMP-1PDK3), NSN 2350-12-700-0008 (BMP-1PDK2), NSN 2350-12-700-0009 (BMP-1PDK1).
- BMP-1SP2 —  восточногерманская модификация БМП-1. Зарегистрирована ФРГ как NSN 2350-12-700-0019.
- BMP-1SP2K —  восточногерманская модификация БМП-1.Зарегистрированы ФРГ как NSN 2350-12-700-0011  (BMP-1SP2K3), NSN 2350-12-700-0012  (BMP-1SP2K2), NSN 2350-12-700-0018  (BMP-1SP2K1).
- BMP-M1 CZ — чешский проект модернизации БМП-1 и БМП-2, установлена дополнительная пассивная (уровень защиты от мин 2, от снарядов 4 по STANAG 4569) и активная защита, решётчатые защитные экраны, боевой модуль с дистанционным управлением TURRA 30 с динамической защитой ERA или NXRA, вооружённый 30-мм автоматической пушкой 2А42 и 7,62-мм пулемётом ПКТ, с возможностью установки ПТУР и ЗУР.
- BMP-M2 CZ — чешский проект модернизации БМП-1 и БМП-2. Увеличено десантное и изменено отделение управления. Имеет базовый уровень защиты от мин: 1 под днищем и 2А под гусеницей, от снарядов 3 по STANAG 4569. Установлен боевой модуль TURRA 30. Дополнительно возможно повышение уровня защиты от мин до 3А и от снарядов до 4, установка кондиционера, решетчатых защитных экранов, новой радиостанции, системы навигации и другого дополнительного оборудования.
- BVP-M2 SKCZ — совместный чешско-словацкий проект модернизации БМП-1 и БМП-2. Увеличено десантное и изменено отделение управления. Имеет базовый уровень защиты от мин 1 под днищем и 2А под гусеницей, от снарядов 2 по STANAG 4569. Установлен боевой модуль TURRA 30, новый двигатель Caterpillar C9.3 с турбонаддувом мощностью 300 кВт (408 л.с.). Дополнительно возможно повышение уровня защиты и от снарядов до 4, установка кондиционера, решетчатых защитных экранов, новой радиостанции, системы навигации и другого дополнительного оборудования.

- BVP-M — словацкая модификация с новым боевым модулем оснащённым 30-мм пушкой 2А42.
- BWP-1 — польская  БМП-1, производившаяся по лицензии.
- BWP-40 — польская опытная модификация BWP-1, где башня заменена на башню шведской БМП Strf 9040.
- MLI-84 — румынская модификация БМП-1, производившаяся по лицензии. Внешне отличается чуть большими размерами и смонтированным на турели на крыше десантного отделения по левому борту 12,7-мм пулемётом ДШКМ. Установлен двигатель Continental 8V-1240-DT-S мощностью 360 л.с. Масса 16,6 тонн.
- MLI-84M — румынская модификация MLI-84. Установлен израильский боевой модуль OWS-25R с 25-мм автоматической пушкой Эрликон KBA-B07AA, 7,62-мм пулемётом ПКТ и пусковой установкой для двух противотанковых ракет «Спайк» LR. Новый британский дизельный двигатель C9 мощностью 400 л.с. По бокам корпуса смонтированы 81-мм дымовые гранатомёты. Демонтирован ДШКМ. Прототип был вооружён ПТРК Малютка-2.
- BMP-1PS — финская модификация БМП-1. Установлен ПТРК 9М113 Конкурс, немецкий дымовой гранатомёт фирмы Wegmann, 71-мм гранатомёт Bofors Lyran для стрельбы осветительными снарядами (расположен слева на башне), светоотражатели белого цвета (расположены на НЛД) и красные светоотражатели (слева и справа от десантных дверей), были смещены задние габаритные огни. Модификацию проводила компания Patria Vammas Oy. Поставки БМП-1 в Финляндию начались в 1981 году, в 1994—1997 годах они прошли модернизацию[25].
- BMP-1К1 — финская модернизация БМП-1К. Модернизация точно такая же как и на BMP-1PS. Модификацию проводила компания Patria Vammas Oy[25].

- BMP-1TJ «Tuija» — финская машина управления созданная на базе БМП-1, В процессе модернизации, убрано штатное вооружение, вместо него установили башню с головкой оптико-электронного устройства с панорамным обзором, тепловизором и лазерным дальномером. Были установлены дополнительные радиостанции, из-за чего увеличилось количество антенн до 3 штук. Отсек для десанта был переработан под рабочие места для 6 операторов данной боевой машины. Ближе к кормой части машины (слева и с права по бортам задней проекции) устанавливалась по 4 дымовых гранатомёта Wegmann, сверху в кормовой части, в ящиках, находились источники внешнего питания. Справа-сзади за башней устанавливался один 71-мм гранатомёт Bofors Lyran для стрельбы осветительными гранатами, за башней справа и слева устанавливались две кабельные катушки.
- BMP-1TJJ — финская машина управления созданная на базе BMP-1PS, от BMP-1TJ отличается только наличием штатного вооружения. Внешне от BMP-1PS отличается установленным сзади-справа на кормовой части специальным оборудованием расположенным с левой стороны.
- BMP-1KPD — финская модернизация BMP-1TJJ, отличается от своего предшественника установкой дополнительного оборудования расположенным с правой стороны.
- БМП-1 с турелью от LAV-25 — финская опытная модернизация БМП-1, с установкой турели канадского бронетранспортёра от LAV-25. Выпущена в единичном экземпляре.

## Машины на базе
- БМП-2 — дальнейшее развитие БМП-1.
- БММ-1 — бронированная медицинская машина (медицинский транспортёр для розыска, сбора и вывоза раненых с поля боя или очагов массовых санитарных потерь, оказания раненым первой помощи)[26][27].
- БММ-2 — бронированная медицинская машина (медицинский пункт подразделения для оказания первой и доврачебной помощи, эвакуации раненых).
- БММ-3 — бронированная медицинская машина (подвижная перевязочная для оказания раненым первой врачебной помощи по неотложным показателям и эвакуации раненых).
- БМП-1КШ — командно-штабная машина, не имеет вооружения, неподвижная башня, телескопическая антенна (после разворачивания высота антенны 19 м), оснащена радиостанциями Р-111 — 2 шт., Р-123, ТПУ Р-124, навигационным оборудованием, приборами химической и радиационной разведки, автономным электробензогенератором.
- БРМ-1К — боевая разведывательная машина.
- БРЭМ-2 — бронированная ремонтно-эвакуационная машина.
- Объект 680 — опытная боевая машина пехоты.
- Объект 768 — опытная боевая машина пехоты.
- ПРП-3 — подвижный разведывательный пункт.
- ПРП-4М — подвижный разведывательный пункт.
- ПРП-4МУ — подвижный разведывательный пункт.
- БТЗ-3 — российский бронированный топливозаправщик.
- РМ-Г — российская ремонтная гусеничная машина.
- ИРМ «Жук» — советская инженерная разведывательная машина.
- ЛПМ-2 — белорусская лесопожарная машина.
- ТМ «Дон» — транспортная машина. Высота десантного отсека увеличена, на месте механика-водителя смонтирована рубка с остеклением для более широкого обзора.
- Березина 1 — транспортная машина.
- Березина 1М — транспортная машина.

- Березина 1ТЛП — транспортёр-тягач.
- Березина-2 — белорусская аварийно-транспортная машина.
- BPzV — чехословацкая боевая машина разведки, созданная на основе BVP-1 и производящаяся в Детве в 1984—1987 годах.
- ShM vz.85 PRÁM-S — чехословацкий 120-мм самоходный миномёт, созданный на основе BVP-1 и производившийся в 1980—1990 на заводах в Тренчине и Дубнице-над-Вагом.
- OT-R5 — чехословацкий командный пункт BEČVA.
- OT-90 — чехословацкий бронетранспортёр на базе BVP-1, установлена башня от OT-64-2A, вооружённая 14,5-мм пулемётом КПВТ.
- MGC-14,5 — чешский бронетранспортёр, создан на базе BVP-1. С башни демонтирована ПУ 9М14М «Малютка», 73-мм пушка 2А28 «Гром» заменена на 14,5-мм пулемёт КПВТ. Обновлённая башня получила название MGC-14,5.
- MGC-M1 — MGC-14,5 с дополнительной пассивной (уровень защиты от мин 2, от снарядов 4 по STANAG 4569) и активной защитой, решётчатыми защитными экранам, динамической защитой ERA, или NXRA на башне.
- M89 — Румынская самоходная артиллерийская установка. Создана на шасси MLI-84, был полностью изменён корпус, установлена башня от САУ 2С1 «Гвоздика», вооружена 122-мм гаубицей Д-32.
- BWP-1 Brimstone — польский ПТРК, на базе БМП-1 с пусковой установкой на 12 ПТУР «Brimstone».

На Рубцовском машиностроительном заводе на базе узлов и агрегатов БМП-1 разработаны и поставлены на серийное производство гусеничные машины для народного хозяйства:
- ГТ-ТМ — модернизированный гусеничный транспортёр-тягач;
- ГПЛ-520 — гусеничная путеремонтная летучка;
- Изделие 521 — универсальное гусеничное шасси;
- ЛПА-521 — лесопожарный агрегат;
- МГШ-521М1 — многоцелевое гусеничное шасси;
- МГП-522 — машина гусеничная пассажирская;
- СКБМ-523 — специальная краново-бурильная машина;
- ПГБМ-528 — гусеничная буровая машина;
- МГТ-529 — машина транспортёр-тягач;
- Поисково-спасательная машина «Поиск» — конверсия БМП-1, представленная на Kadex-2018.

## Операторы
- Азербайджан:
  - Сухопутные войска Азербайджана — 60 БМП-1, по состоянию на 2024 год[28]
  - Государственная пограничная служба Азербайджана — 168 БМП-1/БМП-2, по состоянию на 2022 год[28]
- Ангола — 250 БМП-1/БМП-2, по состоянию на 2024 год. Всего поставлено 268 БМП-1[29][30]
- Армения:
  - Вооружённые силы Армении — 100 БМП-1 и 25 БМП-1К, по состоянию на 2024 год[31]
  - МВД Армении — 44 БМП-1 и 1 БМП-1К, по состоянию на 2024 год[31]
  - Пограничная охрана Армении — 35 БМП-1, по состоянию на 2024 год[31]
- Болгария — 90 БМП-1 по состоянию на 2024 год[32]
- Вьетнам — 150 БМП-1, по состоянию на 2024 год[32][29]
- Гвинея — 2 БМП-1, по состоянию на 2024 год[32]
- Греция — 129 БМП-1 по состоянию на 2024 год[33]
- Грузия — 25 БМП-1, по состоянию на 2024 год[32]
- Демократическая Республика Конго — 20 БМП-1, по состоянию на 2024 год[32]
- Египет — 300 БМП-1, по состоянию на 2024 год[32]
- Индия — 700 БМП-1, по состоянию на 2024 год[32]
- Иран — 210 БМП-1, по состоянию на 2024 год[32]
- Ирак — около 400 БМП-1, по состоянию на 2024 год[32]
- Камбоджа — 70 БМП-1, по состоянию на 2024 год[32]
- Кыргызстан — 230 БМП-1, по состоянию на 2024 год[32]
- Китай — 600 ZBD-86 и 650 ZBD-86A.[32] Произведено более 3000 Тип 86 и машин на его базе[34]. 1000 Тип 86 находились на вооружении в 2003 и 2005 годах[35].
- Куба — около 50 БМП-1/БМП-1П, по состоянию на 2024 год[32]
- Ливия — некоторое количество БМП-1, по состоянию на 2024 год. Всего поставлено 800 машин[29][36]
- Мозамбик — 40 БМП-1, по состоянию на 2024 год[32]
- Монголия — 310 БМП-1, по состоянию на 2024 год[32]
- Нигерия — 22 BVP-1, по состоянию на 2024 год[32]
- Никарагуа — 17 БМП-1, по состоянию на 2024 год[32]
- Польша — 916 БМП-1 и 44 BWR-1 на вооружении по состоянию на 2024 год[37]. Первые БМП-1 поступили в войска в 1974 году, последние — в 1988 году[38].
- Россия:
  - Сухопутные войска России — 800 БМП-1/-1АМ на вооружении, 2800 БМП-1/-2 на хранении по состоянию на 2024 год[39]
- Словакия — 105 БМП-1 и 17 BVP-M на вооружении по состоянию на 2024 год[40]
- Судан — 135 БМП-1/БМП-2, по состоянию на 2016 год. Всего поставлено 50 БМП-1[41][29]
- Таджикистан — 8 БМП-1, по состоянию на 2024 год[32]
- Туркменистан — 600 БМП-1/БМП-1М, по состоянию на 2024 год[32]
- Украина:  
  - Вооружённые силы Украины — 400 БМП-1/БМП-1АК/-2, по состоянию на 2024 год, 54 Pbv 501A(Шведская модификация БМП-1) на 2024 год[42]
  - Морская пехота Украины — некоторое количество БМП-1, по состоянию на 2024 год[43]
- Уругвай — 18 БМП-1, по состоянию на 2024 год[32]
- Чад — 80 БМП-1 и 42 БМП-1У, по состоянию на 2024 год[32]
- Шри-Ланка — 13 БМП-1, по состоянию на 2024 год[32]
- Экваториальная Гвинея — 20 БМП-1, по состоянию на 2024 год[32]
- Эритрея — 15 БМП-1, по состоянию на 2024 год[32]
- Эфиопия — 20 БМП-1 по состоянию на 2024 год[32]

### Бывшие операторы
- Алжир — 685 БМП-1, по состоянию на 2016 год[44]
- Афганистан — некоторое количество БМП-1, по состоянию на 2010 год[45]
- Баасистская Сирия — некоторое количество БМП-1, по состоянию на 2024 год. Всего поставлено 2300 машин[29][32]
- Беларусь — 109 БМП-1, по состоянию на 2010 год[46], сняты с вооружения.
- Венгрия — некоторое количество БРЭМ на базе БМП-1, по состоянию на 2016 год[47]
- Йемен — 420 БМП-1, по состоянию на 2005 год[48], 100 БМП-1, по состоянию на 2012 год[49]
- Казахстан — 730 БМП-1, по состоянию на 2012 год[50]
- КНДР — некоторое количество БМП-1, по состоянию на 1985 год[51], на данный момент количество и статус неизвестны
- Кот-д’Ивуар — 10 БМП-1/БМП-2 скорее всего небоеспособных, по состоянию на 2024 год[32]
- СССР — перешли к образовавшимся после распада государствам
- США — 21 БМП-1. 19 единиц БМП-1 поставлены из ФРГ в 1991 году, ещё 2 единицы поставлены из ФРГ в 1993 году[52]
- Финляндия — 10 BMP-1TJ, по состоянию на 2012 год[53]
- Чехия — 98 БМП-1, по состоянию на 2016 год[54]
- Швеция — 350 Pbv 501 (куплены в ФРГ, из состава бывшей ГДР, модернизированы в Чехии)[источник не указан 3839 дней]
- Югославия — 40 единиц поставлено из СССР в 1972 году[55]
- Южная Осетия — 80 БМП-1/БМП-2, по состоянию на 2008 год[56].

## Служба и боевое применение

### Советский Союз
1. Операция «Дунай»[57] — первое применение БМП-1. Конкретных данных о боевом применении нет, однако замечено, что машина хорошо себя зарекомендовала[58].
2. Пограничный конфликт на острове Даманский — применялись советскими пограничниками. В ходе конфликта была выяснена низкая эффективность основного вооружения[59].
3. Афганская война (1979—1989)[60] — применялись советскими войсками. Во время боёв был выявлен ряд недостатков. В частности, низкая эффективность при борьбе с живой силой противника, слабое бронирование и низкая защищённость от противотанковых мин[61].

### Конфликты на постсоветском пространстве
1. Первая карабахская война[62][63].
2. Приднестровский конфликт[64].
3. Война в Абхазии (1992—1993)[65].
4. Первая чеченская война[57] — из-за низкой эффективности и ограниченных углов возвышения орудия 2А28, БМП-1 во время первой чеченской кампании применялись в основном как средства снабжения боеприпасами штурмовых групп, а также для усиления блокпостов[61].
5. Вторая чеченская война[57].
6. Война в Грузии (2008) — применялись российской армией[66]. По данным независимых экспертов Центра анализа стратегий и технологий, было потеряно 9 БМП-1[67]. Отмечены случаи подбития российских БМП-1 грузинскими танками[68].
7. Война на Донбассе.
8. Вторая карабахская война.
9. Вторжение России на Украину (2022) — применяются обеими сторонами[69]. Применение БМП-1 российской армией объясняется большими потерями более современных типов бронетехники[70]. По состоянию на 30 августа 2022 года по данным проекта Oryx, подсчитывающего визуально подтверждённые потери, ВС РФ потеряли не менее 129 БМП-1(П) и 16 БМП-1АМ[71]. За первый год боевых действий украинской стороной уничтожено и захвачено 300 российских БМП-1[72].

### Ближний ВостокиАфрика
1. Война Судного дня[57] — применялась войсками египетской армии. В целом применение было неудачным. Основной причиной стал отказ материальной части из-за слабой обученности экипажей, а также отсутствие навыков ведения боя не спешиваясь у египетской пехоты. При этом во время боёв вокруг Эль-Кантары БМП-1 произвела сильное впечатление на израильтян, где лёгкие БМП-1 смогли пересечь солончаки и расстреляли увязшие израильские танки[58]. Некоторое количество БМП-1 было захвачено израильтянами и изучалось западными специалистами[73].
2. Ливанская война (1982)[57] — применялись сирийскими войсками. По сведениям сирийских экипажей БМП-1, в ходе боёв из орудия 2А28 был подбит один израильский танк M60A1, а из ПТУР «Малютка» уничтожен танк «Меркава»[58][61]
3. Ирано-иракская война[57] — применялись войсками Ирака и Ирана[61].
4. Война в Персидском заливе[74]
5. Гражданская война в Анголе[75]
6. Чадско-ливийский конфликт: война «тойот»[76][неавторитетный источник]
7. Война в Западной Сахаре[77]
8. Гражданская война[78] и Политический кризис (2010—2011) в Кот-д’Ивуаре[79]
9. Гражданская война в Ливии
10. Гражданская война в Сирии — по состоянию на 2020 год зафиксирована потеря сирийской армией в боевых действиях почти 1000 БМП-1[80].
11. Гражданская война в Йемене (2014 — н.в.) — использовались различными группировками[81][82].

### Азия
1. Гражданская война на Шри-Ланке[83]

## Интересные факты
Изображение БМП-1 присутствует на эмблеме 401-го мотопехотного батальона СВ ФРГ, созданного на основе воинских частей ННА ГДР.